# 사키토정
사키토정(崎戸町)은 나가사키현에 있던 정이며, 니시소노기군에 속했다.
2005년 4월 1일에, 오세토정·사이카이정·오시마정·세이히정과 대등합병, 시로 승격해 사이카이시가 되어 소멸하였다.

## 지리
나가사키현 니시히노키 반도 북서쪽 앞바다의 외딴섬인 카키우라섬과 서쪽에 있는 사키토섬, 그리고 고토 열도의 나카도리섬 사이에 있는 에지마, 히라섬과 주변 섬들을 행정구역으로 삼았다. 정사무소는 가키우라섬에 위치했다.
현재는 모두 서해시의 일부가 되었다.

## 역사
원래는 고래잡이를 중심으로 한 조용한 어촌이었지만, 1880년대 말 어부들이 혼고이모지마 부근에서 석탄 덩어리를 발견한 것을 계기로 탄광산업 마을로 변모했다. 석탄이 '검은 다이아몬드'로 불리던 채굴 전성기에는 인구가 2만5000여 명까지 늘어났고, 영화관부터 병원, 상점가가 들어서면서 마을은 활기를 띠었다. 또한 전성기에는 연간 100만 톤의 탄을 채굴했다.
2003년 탄광노동자 아파트 폐허군이 영화 '배틀 로얄 II 진혼가' 촬영에 사용된 것을 계기로 섬의 향수를 불러일으키는 조용한 붐이 일었다.
2004년 탄광기념공원에 이노우에 미치하루의 문학비가 세워졌다. 또한 에도 시대까지는 오무라 가문의 영지였다.
- 1868년 - 나가사키부 관할에 속하게 되었다..
- 1869년 - 나가사키현 관할에 속함(나가사키부가 나가사키현으로 개칭).
- 1871년 - 폐번치현에 따라 오무라현에 속하게 되고, 곧 오무라현은 나가사키현에 통합되었다.
- 1889년 4월 1일 - 정촌제 시행에 의해 - 사키토촌, 에노시마촌, 히라시마촌이 성립하였다.
- 1931년 10월 1일 - 정으로 승격해 세키토정이 되었다.
- 2005년 4월 1일 - 오세토정·사이카이정·오시마정·세이히정과 합병, 시로 승격해 사이카이시가 되어 사키토정은 소멸하였다.

## 교통

### 도로
- 나가사키현도 제15호선